# Districte de Toló
El Districte de Toló és un dels tres districtes del departament francès del Var, a la regió de Provença-Alps-Costa Blava. Té 22 cantons i 34 municipis. El cap cantonal és Toló.

## Cantons
- cantó de Lo Baucet
- cantó de Colobrieras
- cantó de La Crau d'Ieras
- cantó de Cuers
- cantó de La Garda
- cantó de Ieras Est
- cantó de Ieras Oest
- cantó d'Oliulas
- cantó de Sant Mandrier de Mar
- cantó de La Sanha
- cantó de Sieis Forns lei Plaias
- cantó de Soliers Pònt
- cantó de Toló-1
- cantó de Toló-2
- cantó de Toló-3
- cantó de Toló-4
- cantó de Toló-5
- cantó de Toló-6
- cantó de Toló-7
- cantó de Toló-8
- cantó de Toló-9
- cantó de La Valeta